# Prêmio John L. Synge
O Prêmio John L. Synge, instituído em 1986, é uma distinção concedida pela Sociedade Real do Canadá em reconhecimento a pesquisas relevantes em qualquer domínio das ciências matemáticas.
A distinção foi estabelecida em homenagem ao matemático John Lighton Synge. Foi dotada por seus amigos, companheiros da Sociedade Real, Fundação McLean e por sua filha Cathleen Synge Morawetz.
O prêmio, um diploma, é conferido em intervalos irregulares se houver um candidato que preencha os requisitos. Além do diploma, o agraciado recebe a quantia em dinheiro de US$ 2.500.

## Laureados[1]
- 1987 - James Arthur
- 1993 - Israel Michael Sigal
- 1996 - Joel Feldman
- 1999 - George Arthur Elliott
- 2006 - Stephen Cook
- 2008 - Henri Darmon
- 2014 - Bálint Virág
- 2018 - Bojan Mohar
- 2020 - Christian Genest
- 2021 - Paul McNicholas